# マウロ・アウグスティーニ
マウロ・アウグスティーニ（イタリア語表記：Mauro Augustini）は、イタリア生まれのハイ・バリトン歌手。マリオ・デル・モナコの最後の弟子であり、名オペラ歌手である。また、後進の指導にも積極的で、特に身体を効率的に使って響かせる発声法の指導に定評があり、世界中で数多くの歌手を育てている。

## 来歴

### アカデミック
トレヴィーゾのトーティ・ダル・モンテ声楽コンクール優勝
「ガレッフィ」「バスティアニーニ」の両賞をパルマにて受賞，ミラノ・ヴェルディ音楽院のピエール－ミランダ・フェッラーロのクラスで学ぶための奨学金を得る
ヴォーカル・テクニックをマリオ・デル・モナコに，演技・表現などをティート・ゴッビに師事し，またエンツァ・フェッラーリのもとでオペラを学ぶ

### 楽歴
1978年5月サラゴサ（スペイン）にてジャコモ・プッチーニ作曲のオペラ《トスカ》のスカルピア役でデビュー。その後すぐにピストイアにて《トスカ》、コルテ・マラテスティアーナ・ディ・ファーノ （ペーザロ）とロヴィーゴにてルーナ伯爵《トロヴァトーレ》、トレヴィーゾのテアトロ・コムナーレ、パドヴァとロヴィーゴにてトニオ《道化師》を次々と歌い活躍をはじめる。現在に至るまでヴェルディ・バリトン、ドラマティック・バリトンとして常に主要な役を各国の劇場で歌い、国際的に成功を収めている。

### 主な出演
- リエージュ（ベルギー）にて《道化師》
- リスボンとクラゲンフルトにてエツィオ《アッティラ》
- カルガリーにて《トロヴァトーレ》とドン・カルロ《運命の力》
- リオ・デ・ジャネイロにて《ナブッコ》と《トロヴァトーレ》
- カッセル（ドイツ）にてジョルジョ・ジェルモン《椿姫》《トロヴァトーレ》バルナバ《ジョコンダ》ロドリーゴ《ドン・カルロ》
- ブッセートのロンコーレ村のヴェルディ・フェスティヴァルにてドン・カルロ《エルナーニ》アモナスロ《アイーダ》《トロヴァトーレ》《椿姫》
- ミュンヘン国立歌劇場にてアルフィオ《カヴァレリア・ルスティカーナ》と《道化師》
- ケープ・タウン（南アフリカ）にてフィガロ《セヴィリアの理髪師》《ジョコンダ》《トロヴァトーレ》
- ボン歌劇場にて《カヴァレリア・ルスティカーナ》《道化師》《ジョコンダ》ミケーレ《外套》ジャック・ランス《西部の娘》《トスカ》
- ヴェローナ野外劇場にて《アイーダ》
- マチェラータ野外劇場にて《トスカ》と《マクベス》
- セヴィリアの万国博覧会にて《アイーダ》イアーゴ《オテッロ》《椿姫》
- モンテレイ（メキシコ）にて《リゴレット》
- プロフディフ（ブルガリア）の古代ギリシャ円形劇場にて開催されているヴェルディ・フェスティヴァルに毎年招待され《ナブッコ》《アイーダ》《椿姫》《オテッロ》《ドン・カルロ》《トロヴァトーレ》モンフォルテ《ヴェネツィアの晩鐘》《カヴァレリア・ルスティカーナ》《道化師》
- コルーニャ（スペイン）にて《マクベス》
- セヴィリアの万博にて《道化師》と《トスカ》
- アントワープとブリュッセル（ベルギー）にて《リゴレット》と《ナブッコ》
- ボンにてゴンザレス《グワラニー》と《セヴィリアの理髪師》
- ハノーファーにて《リゴレット》
- ケープタウンにて《ナブッコ》
- イスタンブールにてレナート《仮面舞踏会》《アイーダ》《ナブッコ》アンカラにて《外套》
- リーガ（ラトヴィア）にて《ドン・カルロ》
- マカオにて《トロヴァトーレ》
- ボンにて《ナブッコ》
- リスボンにて《外套》
- アムステルダムにて《アイーダ》
- カイロにて《オテッロ》
- アテネにて《ナブッコ》
- ニースにて《道化師》
- ゾーフィンゲンのフェスティヴァルの開幕で《ナブッコ》
- イェージ（アンコーナ）にて《トスカ》
- コゼンツァにて《ナブッコ》
- ウィーンにて《ジョコンダ》
- モスクワなどロシア各地で《トロヴァトーレ》《リゴレット》とコンサート
- ケープ・タウンにて《椿姫》
- ブカレストにて《トロヴァトーレ》
- ブラジルにて《カヴァレリア・ルスティカーナ》
- モスクワにて《ナブッコ》
- マリボール（スロヴェニア）にて《マクベス》
- カッラーラにて《カヴァレリア・ルスティカーナ》と《道化師》
- スコピエ（マケドニア）にて《運命の力》
- オランダ各地で《西部の娘》
- マリボールにて《エルナーニ》と《椿姫》
- ルビアーナの夏のフェスティヴァルにて《ナブッコ》《椿姫》《マクベス》
- マッサ・マリッティマにて《マクベス》
- コルトーナにて《リゴレット》
- フィエーゾレにて《アイーダ》
- ヴィテルボにて《アイーダ》
- イェーゾロにて《ナブッコ》
- タオルミナにて《カルメン》と《アイーダ》
- マリボールのヴェルディ・フェスティヴァルにて《リゴレット》《ドン・カルロ》《エルナーニ》《マクベス》《椿姫》《トロヴァトーレ》《オテッロ》
- フォッジャにて《トロヴァトーレ》
- スペインにて《カヴァレリア・ルスティカーナ》ベオグラード国立歌劇場にて《トロヴァトーレ》
- トロントにて《トスカ》
- ヴィスバーデン国立歌劇場にて《西部の娘》
- カイロにて《トスカ》
- ルビアーナにて《椿姫》
- トロントにて《アイーダ》
- オデッサのフェスティヴァル（ウクライナ）とキジナウ（モルダヴィア）のマリア・ビエズ・フェスティヴァルにて《リゴレット》
- カイロにて《仮面舞踏会》
- オデルツォにて《リゴレット》
- スパーラト（クロアチア）のフェスティヴァルにて《アイーダ》
- ルビアーナのフェスティヴァルにて《トスカ》
- キジナウのフェスティヴァルにて《仮面舞踏会》
- トロントにて《ナブッコ》
- ソウルにて《トスカ》
- プロフディフの野外劇場にて《ナブッコ》
- コスタンツァのガラ・コンサートにて《アイーダ》
- アスペンドス（トルコ）の古代ローマ円形劇場にて《リゴレット》
- ウィーンにて《マクベス（初版）》
- プラハにて《ナブッコ》と《リゴレット》
- オーストリア、ドイツ、オランダなどのツアーで《ナブッコ》と《アイーダ》

### 来日
日本では１９８７年に《トロヴァトーレ》と《カルメン（演奏会形式）》（藤原歌劇団），２００３年５月に《椿姫》，１０月に《トスカ》（プラハ国立歌劇場）

### 出演動画
- レッスン風景
- "Pietà, rispetto, amore" (Macbeth)　慈悲、尊敬、愛
- scena ed Invettiva "Cortigiani vil razza", Rigoletto
- "Di Provenza" - Traviata (G. Verdi)
- "Dio di Giuda" (Nabucco)　ユダヤの神
- インタビュー動画